# Marian Drăgulescu
Marian Drăgulescu (né le 18 décembre 1980 à Bucarest) est un gymnaste roumain. Il règne sur la gymnastique artistique au cours de la première décennie du XXIe siècle au travers de deux agrès qu'il domine pendant près de 10 années au niveau mondial : le sol et le saut de cheval. Un des sauts qu'il réalisa porte aujourd'hui son nom : le « Dragulescu ». Il se compose d'une lune double salto avant avec un demi-tour.

## Palmarès

### Jeux olympiques
- Athènes 2004
  -  médaille d'argent au sol
  -  médaille de bronze par équipes
  -  médaille de bronze au saut de cheval

- Pékin 2008
  - 7e au concours par équipes
  - 7e au sol
  - 4e au saut de cheval

### Championnats du monde
- Gand 2001
  -  médaille d'or au saut de cheval
  -  médaille d'or au sol

- Debrecen 2002
  -  médaille d'or au sol

- Anaheim 2003
  -  médaille d'argent au saut de cheval

- Melbourne 2005
  -  médaille d'or au saut de cheval

- Aarhus 2006
  -  médaille d'or au sol
  -  médaille d'or au saut de cheval

- Londres 2009
  -  médaille d'or au sol
  -  médaille d'or au saut de cheval

- Glasgow 2015
  -  médaille d'argent au saut de cheval

### Championnats d'Europe
- Brême 2000
  -  médaille d'or au sol.
  -  médaille d'argent par équipes
  -  médaille de bronze au concours général individuel

- Patras 2002
  -  médaille d'or par équipes
  -  médaille d'or au saut de cheval
  -  médaille de bronze au sol

- Ljubljana 2004
  -  médaille d'or par équipes
  -  médaille d'or au concours général individuel
  -  médaille d'or au sol
  -  médaille d'or au saut de cheval

- Debrecen 2005
  -  médaille d'or au sol

- Volos 2006
  -  médaille d'or au saut de cheval
  -  médaille d'argent au sol
  -  médaille d'argent par équipes

- Berne 2016
  -  médaille d'argent au saut de cheval
  -  médaille d'argent au sol

- Cluj-Napoca 2017
  -  médaille d'or au sol
  -  médaille d'argent au saut de cheval